# Tongerni Szent Luitgard
Tongerni Szent Luitgard (Lutgard, Lutgarde, Luitgarda) (Tongeren, 1182 – Aywières ciszterci apátsága, 1246. június 16.) flamand apáca, misztikus. Történetét Cantimpréi Tamás dominikánus szerzetes középkori életrajzából ismerjük.

## Élete
1182-ben született a mai Belgium területén. Tizenkét évesen lépett be a Szent Katalin bencés kolostorba, ahol már huszonhárom évesen a közösség apátnője lett. 1208-ban csatlakozott a szigorú parancsolatairól ismert ciszterci rendhez, ekkor már sokfelé tudtak misztikus élményeiről és gyógyító ajándékáról. 1130(?)-ban megvakult, de ezután is igyekezett segíteni a rászorulóknak. Az évszázados hagyomány szerint halálos ágyán egy látomásában Jézus Krisztus meglátogatta, hogy személyesen értesítse haláláról.

## Látomása
Több látomása közül egy vált nevezetessé. Ebben a haldokló apácának álmában megjelent a keresztre feszített Jézus, a vak apáca pedig ráhajolt, hogy csókjával begyógyítsa a sebeit. Eztán szívet cseréltek. A látomás üzenete, hogy bár Luitgard földi élete véget ér, a túlvilági létben egészséges lesz.

## Emlékezete
A vakok, a fogyatékkal élők és a szülő nők (a boldog szülés) védőszentje. Emléknapja június 16.
Gyakran ábrázolják látomásos állapotban, ahogy Krisztus megsebzett oldalát mutatja be vagy elkápráztatja Jézus szívének ragyogása.